# ناحیه باچکای شمالی
ناحیه باچکای شمالی (به صربی: North Bačka District) یک روستا در صربستان است که در استان خودمختار وویوودینا واقع شده‌است. ناحیه باچکای شمالی ۱٬۷۸۴ کیلومتر مربع مساحت و ۱۸۶٬۹۰۶ نفر جمعیت دارد.